# Университет Париж 1 Пантеон-Сорбонна
Университет Париж 1 Пантеон-Сорбонна (Университет Париж I) — французский государственный университет, специализирующийся в экономике, менеджменте, искусстве, социальных науках и юриспруденции. Административный центр расположен в Латинском квартале, имеет примерно 20 филиалов по всему Парижу. Один из 13 университетов, образованных на месте Сорбонны.

## История
После событий в мае 1968 года Парижский университет был разделен на 13 самостоятельных университетов. Основателями Университета Париж 1 считаются Франсуа Люшер (право), Анри Бартоли (экономика) и Элени Арвелер (гуманитарные науки), которые в 1971 году объединили часть бывшего факультета права, факультет экономики и часть факультета литературы и гуманитарных наук.

## Структура
В университет входят 14 факультетов, 8 различных институтов и исследовательских центров, а также Дом экономики.
Факультеты:
- Факультет экономики
- Факультет менеджмента и экономики предприятий
- Факультет математики и информатики
- Факультет истории искусств и археологии
- Факультет изящных искусств
- Факультет географии
- Факультет истории
- Факультет философии
- Факультет общих юридических наук
- Факультет государственного права, управления и правительственных учреждений
- Факультет делового права
- Факультет интернационального и европейского права
- Факультет политических наук
- Факультет социальных работ и исследований

Институты и исследовательские центры:
- Институт демографии университета Париж 1
- Институт экономического и социального развития
- Институт социальных наук в области труда
- Высший институт туризма
- Институт юриспруденции Жана Дома
- Парижский институт страхования
- Французский институт коммуникаций
- Парижский институт администрации предприятий

Дом экономики — исследовательский центр Университета Париж 1 в области экономики и прикладной математики. Около 300 исследователей, девять научно-исследовательских подразделений, большинство из которых связаны с CNRS.

## Дом экономических наук
Дом экономических наук (фр. La Maison des Sciences Economiques; MSE) — экономическое научное учреждение (Франция). Создан в 1997 г. при университете Париж — I (Пантеон-Сорбонна). Директором Д. Э.Н. является Анни Ко (Annie Cot).
Сотрудниками учреждения являются около 300 ученых, работающих в 9 основных подразделениях Дома:
- Университетской группе по исследованию квантитативной экономики;
- Центре исследований переходной и развивающейся экономики;
- группе «Прикладное моделирование траектории институциональных стратегий социо-экономики»;
- Центре исследований математики и математической экономики;
- лаборатории «Теоретической и прикладной микро- и макроэкономики»;
- Центре истории экономического анализа и идей;
- Группе исследований эпистемологии и социоэкономики;
- Центре теоретического анализа организаций и рынков;
- Лаборатории экономической политики.

Основной формой публикации научных результатов учреждения является выпуск «Тетрадей Д. Э.Н.» (Cahiers de la MSE), хранящихся затем в Центре документации Дома (Centre de Documentation de la MSE). Всего выходит пять серий «тетрадей», различающихся по цвету обложки: Синяя серия (Cahiers Série Bleue), Зеленая, Красная, Белая и Желтая. Исследования каждого подразделения дома публикуется в определенной серии (например, Университетской группы по исследованию квантитативной экономики — в зеленой).